# Sven Leonhardt
Sven Leonhardt (* 18. April 1968) ist ein ehemaliger deutscher Nordischer Kombinierer.

## Werdegang
Sven Leonhardt debütierte am 10. Februar 1990 im Weltcup der Nordischen Kombination. In seiner ersten Saison gewann er im Teamwettbewerb mit der DDR im Februar 1990 in Val di Fiemme Bronze. Bei den Olympischen Spielen 1992 in Albertville belegte er im Einzelwettkampf den 35. Platz. Ein Jahr später wurde Leonhard in der gleichen Disziplin Deutscher Meister.